# 耶律偶思
耶律偶思，契丹遥辇氏部落联盟军事首领，出自契丹耶律氏，迭剌部人。
辽太祖耶律阿保机的从叔父。其父耶律褭古直，字巖母根，是耶律萨剌德的第四子。力助阿保机夺权称帝。有三子：耶律曷鲁、耶律覿烈、耶律羽之，都是阿保机的开国勋臣和心腹将领。临终时嘱咐曷鲁，让他率诸弟赤心事奉阿保机，并告诉阿保机，其子曷鲁可委以重任。